# Joanna Elżbieta Holstein-Gottorp
Joanna Elżbieta Holstein-Gottorp (ur. 24 listopada 1712 w Gottorp, zm. 30 maja 1760 w Paryżu) – duńska arystokratka, księżniczka Holsztynu-Gottorp i poprzez małżeństwo księżna Anhalt-Zerbst. Matka Katarzyny II, cesarzowej Rosji.
Urodziła się w zamku Gottorp jako córka Chrystiana Augusta Holstein-Gottorp, księcia Holsztynu-Gottorp i Eutin oraz Albertyny Fryderyki Baden-Durlach. Była regentką księstwa Anhalt-Zerbst w latach 1747–1752 z powodu małoletności syna Fryderyka Augusta Anhalt-Zerbst.

## Młodość
Na dwór brunszwicki wprowadziła ją jej matka chrzestna, Elżbieta Zofia Maria, księżna Brunszwiku, do której została wysłana wraz z dwiema swoimi siostrami. Joanna Elżbieta przez kilka lat mieszkała w tym samym skrzydle pałacu co jej siostry, kuzyni i przyszły mąż, z którym wyswatała ją w wieku piętnastu lat Elżbieta Zofia.
Joanna Elżbieta wyszła za mąż za Chrystiana Augusta, księcia Anhalt-Zerbst w 1727 roku. Jej mąż był generałem pruskiej armii służącym pod Fryderykiem Wilhelmem I. Wkrótce po zawarciu związku małżeńskiego Joanna Elżbieta wyruszyła ze swoim mężem do Szczecina gdzie znajdował się jego regiment.

## Księżna i Rosja
Związek pomiędzy Chrystianem Augustem a Joanną Elżbietą przypominał raczej relację ojciec-córka niż mąż-żona – książę Anhalt-Zerbst był przedwcześnie podstarzałym wojskowym. Młoda księżna wkrótce zaczęła źle się czuć w prowincjonalnym, oddalonym od tętniących życiem i kulturą miast europejskich Szczecinie. Miasto takie jak Szczecin było rozczarowaniem dla młodej dziewczyny wychowanej w ekscytującej atmosferze niemieckiego dworu. Nawet urodzenie pierwszego dziecka nie dało jej zbyt wielkiej radości. Dziewczynka została nazwana Zofia Fryderyka Augusta dla uczczenia żony króla pruskiego Zofii, jej syna Fryderyka i dziadka Chrystiana Augusta. Stosunek matki do córki zawsze był ambiwalentny. Sam poród był bardzo ciężki i Joanna Elżbieta uważała narodziny córki za niedostateczną nagrodę za cierpienie jakie przeszła. Zgodnie z tym co napisała przyszła Katarzyna II, jej matka niemal zmarła i aż dziewiętnaście tygodni zajęło jej dojście do pełni zdrowia.

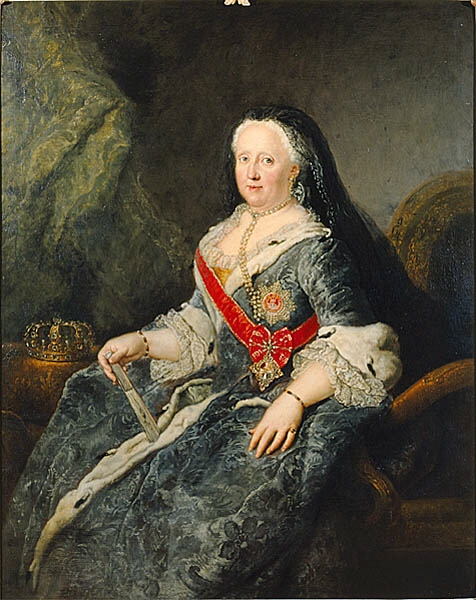
Joanna Elżbieta pod koniec życia

Na czas nieobecności Chrystiana Augusta w należącym doń księstwie regencję sprawował jego kuzyn, który podobnie jak żaden z żyjących przedstawicieli tej linii dynastii askańskiej nie miał dzieci, co znaczyło, że jeżeli Joanna Elżbieta urodzi syna to sytuacja całej rodziny odczuwalnie się zmieni i być może będą mogli opuścić Szczecin na zawsze. Między innymi dlatego Joanna Elżbieta podejmowała przez  całe życie działania mające na celu danie swoim dzieciom losu o wiele lepszego od tego jaki przypadł jej w udziale – została niemal zmuszona do poślubienia mężczyzny, którego pochodzenie i tytuł był o wiele niższy od jej tytułu (Joanna Elżbieta była praprawnuczką króla Danii). Jednakże zawsze czuła swego rodzaju chłód emocjonalny w stosunku do córki, której zazdrościła i wyczekiwała stosownej chwili by ją od siebie oddalić, jak to zrobiła przed swoim bratem Jerzym Ludwikiem Holstein-Gottorp, który bardzo lubił Zofię i często całował ją w usta. Właśnie pod wpływem Joanny Elżbiety poprosił szwagra o zgodę na poślubienie Zofii, co przez jakiś czas zajmowało oboje małżonków. Jednakże w tym samym czasie do Joanny Elżbiety doszedł list od cesarzowej Elżbiety, proszący o przesłanie portretu jej siostry Anny. Jadwiga Elżbieta spełniła prośbę cesarzowej i wkrótce otrzymała od ambasadora Rosji w Niemczech zaproszenie dla obu kobiet do Rosji w celu zaprezentowania cesarzowej Zofii, która miała zostać żoną następcy tronu, wielkiego księcia Piotra. Misja z jaką udawały się do Rosji była ściśle tajna, chociaż król Prus przekazał im dokładne wskazania jakimi miały się kierować w Petersburgu. Obie kobiety wyruszyły jeszcze w tym samym roku do Rosji wyposażone w list żelazny od cesarzowej, pieniądze na drogę i wspaniałe powozy. Podróż trwała prawie trzy miesiące i zakończyła się 9 lutego 1744 w Moskwie, gdzie doszło do spotkania z cesarzową Elżbietą na oczach całego dworu. Następnego dnia Joanna Elżbieta i Zofia zostały udekorowane własnoręcznie przez cesarzową orderem św. Katarzyny Męczennicy. 
Dwór rosyjski był w tamtych latach podzielony przez liczne frakcje i koterie, którym przewodzili arystokraci i niektórzy ambasadorowie. Jednym z nich był hrabia Aleksiej Bestużew-Riumin, minister spraw zagranicznych posiadający na cesarskim dworze ogromne wpływy i zaufanie samej niezbyt zainteresowanej polityką cesarzowej, która wolała skupić się na przyjemnościach dworskiego życia niż na mało dla niej zrozumiałej grze dyplomatycznej. Bestużew przewodził frakcji niemieckiej i wkrótce Joanna Elżbieta zaczęła przeciwko mu spiskować spotykając się między innymi z posłem francuskim markizem de La Chétardie – uczestnikiem spisku pałacowego, który wyniósł cesarzową Elżbietę na tron. Joanna Elżbieta próbowała okazać się pomocna dla Fryderyka II poprzez podważenie pozycji wszechmocnego Bestużewa. Kanclerz wytrzymał starcie i drogą rewizji zdobył przechwycony list Chetardie'go, w którym Francuz krytykował rządy Elżbiety, sposób sprawowania przez nią władzy i dobieranie coraz młodszych kochanków. Poseł szybko został odesłany do Paryża, a z wygnaniem Joanny Elżbiety cesarzowa postanowiła zaczekać – wkrótce po kłótni z księżną nakazała jej opuszczenie stolicy w ciągu tygodnia i Rosji w ciągu miesiąca. Oficjalnym powodem wygnania matki żony wielkiego księcia był jej romans z rosyjskim szlachcicem, hrabią Beckim.

## Regencja i Paryż
W swej podróży Joanna Elżbieta wróciła do Niemiec i wkrótce objęła regencję na rzecz swojego syna Fryderyka Augusta, który po śmierci Chrystiana Augusta w 1747 roku został kolejnym księciem Anhalt-Zrebst. Sprawowała ją do 1752 roku, kiedy to jej syn osiągnął osiemnaście lat i wyprowadziła się do Paryża, gdzie mieszkała przez ostatnie osiem lat. Jej sytuacja materialna uległa wówczas znacznemu pogorszeniu – Fryderyk II położył rękę na dochodach z księstwa Zerbst, a pensja, w wysokości piętnastu tysięcy rubli rocznie, przyznana Joannie Elżbiecie przez cesarzową Elżbietę nie nadchodziła w przewidzianym czasie – poza tym sama księżna prowadziła wystawne życie ponad stan, które pochłaniało znaczne sumy. Miała swój własny pałac, który wynajmowała, służbę i często wydawała przyjęcia. Zaczęła zaciągać długi, a w sierpniu 1759 roku napisała list do cesarzowej Elżbiety z prośbą o wypłacenie jej pensji na trzy lata naprzód. W wyniku odmowy, słabego zdrowia i kłopotów finansowych zmarła 30 maja 1760 roku w wieku czterdziestu siedmiu lat. Przed śmiercią spaliła wszystkie dokumenty i listy mogące skompromitować córkę, nie pozostawiając nawet własnych, pisanych przez całe życie dzienników. Dwór rosyjski wyrównał długi i opłacił pogrzeb księżnej.

## Potomstwo
Joanna Elżbieta ze swego małżeństwa z Chrystianem Augustem, księciem Anhalt-Zerbst miała czworo dzieci, z których dwoje dożyło wieku dorosłego:
- Zofia Fryderyka Augusta Anhalt-Zerbst (ur. 2 maja 1729 – zm. 17 listopada 1796), żona cesarza Rosji Piotra III, znana później jako Katarzyna II Wielka;
- Wilhelm Chrystian Fryderyk Anhalt-Zerbst (ur. 17 listopada 1730 – zm. 27 sierpnia 1742), zmarły w dzieciństwie;
- Fryderyk August Anhalt-Zerbst (ur. 8 sierpnia 1734 – zm. 3 marca 1793), książę Anhalt-Zerbst;
- Augusta Krystyna Szarlotta Anhalt-Zerbst (ur. 10 listopada 1736 – zm. 24 listopada 1736), zmarła w niemowlęctwie;
- Elżbieta Ulryka Anhalt-Zerbst (ur. 17 grudnia 1742 – 5 marca 1745), zmarła w dzieciństwie.